# Acrotaeniostola flavoscutellata
Acrotaeniostola flavoscutellata är en tvåvingeart som beskrevs av Tokuichi Shiraki 1933. Acrotaeniostola flavoscutellata ingår i släktet Acrotaeniostola och familjen borrflugor. Inga underarter finns listade i Catalogue of Life.